# Caneda (Monforte de Lemos)
Caneda (llamada oficialmente Santalla de Caneda) es una parroquia española del municipio de Monforte de Lemos, en la provincia de Lugo, Galicia.

## Otras denominaciones
La parroquia también es conocida por los nombres de Santa Eulalia de Caneda y Santabaia de Caneda.

## Límites
Limita con las parroquias de Bascós al norte, Sindrán al este, Villamarín al sur y Monte y Monforte de Lemos al oeste.

## Organización territorial
La parroquia está formada por nueve entidades de población, constando ocho de ellas en el nomenclátor del Instituto Nacional de Estadística español:
- A Cruz do Souto
- A Fonte
- Bao (Vao)
- Campelo
- Eirexe (A Eirexa)
- Fontes
- O Sobrado
- Outeiro
- Pousa (A Pousa)

## Demografía
| Gráfica de evolución demográfica de Caneda entre 2000 y 2020 |
|                                                              |
| Datos según el nomenclátor publicado por el INE.             |